# Autopista del Norte de Luzón
La autopista del Norte de Luzón (en inglés: North Luzon Expressway y conocida comunemente por los acrónimos NLE o NLEx), anteriormente conocida como Carretera de desviación Norte o Autopista del Norte de Manila (MNEX por sus siglas en inglés) , es una autopista de peaje de acceso limitado que cuenta con de 4 a 8 carriles que conecta la Gran Manila con las provincias de la región central de Luzon en Filipinas. Es un componente de la Autopista 1 (E1) de la red de autopistas de Filipinas y de Radial Road 8 (R-8) de la red de carreteras principales de Gran Manila. Fue construida en la década de 1960.
La autopista comienza en Ciudad Quezón en el Intercambio Balintawak con EDSA como una continuación de la Avenida Andrés Bonifacio. Luego pasa por Caloocan y Valenzuela en Gran Manila, y las provincias de Bulacán y Pampanga en Luzón Central. Actualmente termina en Mabalacat y se fusiona con la autopista MacArthur, que continúa hacia el norte y hacia el resto del centro y el norte de Luzón. El segmento entre la salida de Santa Rita en Guiguinto y el Intercambio Balintawak en la ciudad Quezón es parte de la nueva alineación de la N1 (AH26).
La autopista, que incluye la avenida Andrés Bonifacio, tiene una longitud total de 88 km. El segmento de autopista tiene una longitud total de 84 km.
Originalmente administrada por la Corporación Nacional de Construcción de Filipinas (PNCC por sus siglas en inglés), la operación y el mantenimiento de la NLEx se transfirieron en 2005 a la Corporación Manila North Tollways, una subsidiaria de la Corporación Metro Pacific Investments (una antigua subsidiaria del Grupo de Compañías López hasta 2008). Una importante actualización y rehabilitación se completó en febrero de 2005 con una carretera que ahora tiene cualidades similares a una autopista de peaje francesa moderna.

## Especificaciones técnicas
- Nombre: Autopista del norte de Luzón
- Concesionaria: Corporación NLEX
- Operadora: Corporación Tollways Management
- Longitud: 84 km
- Fecha de inicio de la concesión: 10 de febrero de 2005
- Fecha de finalización de la concesión: 31 de diciembre de 2037
- Salidas de la autopista: 15
- Carriles: 8 carriles (4 carriles por sentido), 6 carriles (3 carriles por sentido) y 4 carriles (2 carriles por sentido)
- Plazas de peaje: 6
- Áreas de servicio: 8
- Altura mínima de despeje en pasos inferiores: 4,27 m

## Tramos
La autopista del norte de Luzón se divide comúnmente en seis tramos o 10 segmentos.

## Salidas
La autopista del norte de Luzón tiene 15 salidas de la misma.

## Peajes
Hay dos tipos de peajes en la autopista: Sistema abierto (en la zona metropolitana de Manila) y sistema cerrado (zona interurbana de la autopista).
| Clase                                         | Sistema abierto (Balintawak - Marilao) | Sistema cerrado (Bocaue - Santa Inés) |
| --------------------------------------------- | -------------------------------------- | ------------------------------------- |
| Clase 1 (Coches, motocicletas, SUVs y yipnis) | ₱ 45                                   | ₱ 2,66/km                             |
| Clase 2 (Autobuses y camiones ligeros)        | ₱ 114                                  | ₱ 6,66/km                             |
| Clase 3 (Camiones pesados)                    | ₱ 136                                  | ₱ 8/km                                |